# Luigi Stefanini
(Luigi Stefanini, da La mia prospettiva filosofica)
Luigi Stefanini (Treviso, 3 novembre 1891 – Padova, 16 gennaio 1956) è stato un filosofo e pedagogista italiano.

## Biografia
Nasce a Treviso, il 3 novembre del 1891, secondogenito di quattro fratelli, in una famiglia cattolica il cui padre Giovanni gestisce una tintoria, mentre la madre Lucia de Mori, diplomata maestra elementare, si dedica interamente alla casa e la cura dei suoi figli.
Fin da giovane, è attivo nelle associazioni e nei movimenti cattolici del trevigiano, iscrivendosi a Gioventù Cattolica dove assumerà presto l'incarico di presidente diocesano. Qui maturerà la vocazione di educatore, seguendo, in particolare, gli insegnamenti contenuti nell'enciclica Rerum Novarum di Leone XIII. Opera pure nel sindacato cattolico dei lavoratori.
Dopo il diploma presso il Liceo Classico Antonio Canova nel 1910, dove ha fra gli altri Paolo Rotta come insegnante di storia e filosofia, nello stesso anno si iscrive alla Facoltà di Lettere e Filosofia dell'Università di Padova. Nell'ateneo patavino, la corrente del positivismo è tra le più seguite, ma in controtendenza Stefanini decide di scrivere la propria tesi su Maurice Blondel, esponendovi le proprie critiche sull'opera del filosofo francese, avendo Antonio Aliotta come relatore, con cui si laurea in filosofia nel 1914. Nel periodo di studi padovano, inizia a frequentare anche il circolo universitario cattolico di Giacomo Zanella e, subito dopo la laurea, inizia a insegnare nelle scuole pubbliche.
Mentre completa gli studi universitari, inizia già a respirarsi aria di guerra in Italia, ma come molti giovani cattolici, pur favorevole ad una posizione di neutralità nei confronti della guerra, viene comunque chiamato alle armi nel 1915. Terminato il conflitto, uscendone con il grado di capitano e una croce al merito di guerra, nel 1919 consegue pure una seconda laurea in lettere all'Università di Padova, con una tesi sul pensiero estetico di Gian Vincenzo Gravina, nonché riprende l'insegnamento nelle scuole.
Nel 1920 è eletto consigliere del Comune di Treviso ma, nel 1921, la violenza dello squadrismo fascista investe anche il trevigiano. Stefanini si oppone con fermezza a tale ideologia, evidenziando l'inconciliabilità di cristianesimo e fascismo, dimettendosi nel 1922 e dedicandosi completamente all'insegnamento, che ora è la sua occupazione principale e che condurrà sempre secondo una pedagogia ispirata ai principi cristiani, costantemente attento e sensibile sia ai bisogni che agli interessi degli studenti. Nello stesso periodo, si dedica con scrupolo alla stesura di apprezzati testi didattici di storia e filosofia, nonché di pedagogia secondo un indirizzo cristiano.
Conseguita la libera docenza in pedagogia nel 1925, nello stesso anno ottiene, per incarico, l'insegnamento di questa disciplina all'Università di Padova, nonché si sposa con Maria Javicoli, da cui avrà tre figli, Elena, Paolo e Lucia. In quegli anni, oltre ad iscriversi al Partito Nazionale Fascista, affianca l'insegnamento nelle scuole pubbliche a quello universitario fino al 1936 quando, vinto l'ordinariato, ha una cattedra di storia della filosofia alla Facoltà di Magistero dell'Università di Messina che tiene fino al 1938 quando si trasferisce a Padova, alla cattedra di pedagogia, quindi a quella di storia della filosofia nel 1940 che terrà fino alla morte prematura, nel 1956. Al contempo, tiene per incarico l'insegnamento di estetica a Padova e quello di pedagogia all'Università di Venezia, nonché sarà preside della Facoltà di Lettere e Filosofia dell'ateneo patavino nel triennio 1941-43.
Nel dopoguerra, riabilitato alla propria cattedra e all'insegnamento universitario, si dedica prevalentemente allo studio e la ricerca, ma partecipando anche alla riorganizzazione della filosofia cattolica italiana, in particolare promuovendo incontri, convegni e riunioni all'Istituto Aloisianum dei padri gesuiti di Gallarate, che diventerà poi il Centro di studi filosofici di Gallarate, per primo diretto da Carlo Giacon.
Socio corrispondente dell’Istituto veneto di scienze, lettere ed arti, nonché socio effettivo dell’Accademia patavina di scienze, lettere ed arti, ricevette il premio della R. Accademia d'Italia nel 1933 per le discipline filosofiche, e il premio Marzotto per la filosofia nel 1953, nonché fu membro dei consigli direttivi della Società filosofica italiana e del Centro Studi filosofici di Gallarate. Nel 1956 ha poi fondato a Padova la Rivista di estetica, della quale ha potuto dirigere solo il primo fascicolo dell'annata 1956, e a cui gli subentrerà Luigi Pareyson. Fra i suoi allievi, ricordiamo Armando Rigobello, Giovanni Santinello, Ezio Riondato, Giovanni M. Pozzo.
Gli saranno intitolate delle scuole medie statali di Treviso e Padova, nonché l'ex Istituto magistrale di Mestre.

## Attività e pensiero
Stefanini è stato uno dei più importanti filosofi italiani di ispirazione cristiana, nonché uno dei maggiori rappresentanti dello spiritualismo cristiano. Partendo sempre dalla filosofia cristiana, ha riesaminato storicamente e criticamente diverse correnti del pensiero filosofico, fra cui lo storicismo, la filosofia dell'azione, il neoidealismo, la fenomenologia, l'esistenzialismo, lungo il corso della storia della filosofia, dagli antichi (fra i quali Platone, Sant'Agostino, Bonaventura, San Tommaso), fino ai moderni (Vincenzo Gioberti, Maurice Blondel, Antonio Rosmini ed altri), sulla scia della sua prima formazione giovanile incentrata su uno stretto connubio fra prospettiva storica e dimensione teoretica.
Interessato pure all'estetica, su cui ha scritto molti lavori, il contributo più importante dello Stefanini è frutto della sua costante riflessione su personalismo e spiritualismo, grazie alla quale il rapporto soggetto-oggetto viene interpretato in termini di alterità, di altro da sé, prospettiva – questa – che permetterà di concepire il singolo individuo come membro di una comunità. Questo rapporto soggetto-oggetto, da un tale punto di vista, sarà concepito come il momento fondante di ogni comunità di esseri umani in relazione fra loro. Le più importanti problematiche connesse a questi principi di base, saranno poi affrontate dallo Stefanini nelle due opere fondamentali Metafisica della persona (1950) e Personalismo sociale (1952).
Strettamente connesse a queste tematiche filosofiche, poi, sono quelle didattico-pedagogiche aperte e portate avanti dallo Stefanini pressoché durante l'intero suo periodo di attività, dai primi anni formativi fino agli ultimi della maturità, in continuo ripensamento e progressiva rivisitazione.
Per quanto concerne poi la sua vasta produzione scientifica, ricordiamo solo che, nel periodo compreso fra il 1940 e il 1950, dà alle stampe le seguenti, notevoli pubblicazioni: L'esistenzialismo di M. Heidegger (1944), Spiritualismo cristiano (1944), Gioberti (1947), Il dramma filosofico della Germania (1948), Metafisica della persona ed altri saggi (1950), Esistenzialismo ateo ed esistenzialismo teistico (1952), Personalismo sociale (1952), Estetica (1953), Trattato di estetica (1955); viene pubblicata postuma poi la raccolta di scritti intitolata Personalismo filosofico (1956).

## Opere principali
- Il problema della conoscenza in Cartesio e Gioberti, Torino, Sei, 1925.
- Il problema religioso in Platone e S. Bonaventura. Sommario storico e critica di testi, Torino, Sei, 1926.
- Idealismo cristiano, Padova, R. Zannoni Editore, 1931.
- Platone, 2 voll., Padova, Cedam, 1932-35 (ristampa: Istituto di Filosofia, Padova, 1991).
- Il problema estetico in Platone, Torino, Sei, 1933.
- Imaginismo come problema filosofico, Vol. I, Padova, Cedam, 1936.
- Problemi attuali d'arte, Padova, Cedam, 1939.
- La Chiesa Cattolica, Milano-Messina, Principato, 1944.
- Vincenzo Gioberti. Vita e pensiero, Milano, F.lli Bocca, 1947.
- Metafisica dell'arte e altri saggi, Padova, Editoria Liviana, 1948.
- La mia prospettiva filosofica, Treviso, Edizioni Canova, 1996 (prima edizione del 1950).
- Esistenzialismo ateo ed esistenzialismo teistico. Esposizione e critica costruttiva, Padova, Cedam, 1952.
- Itinéraires métaphysiques, trad. par J. Chaix-Ruiy, Paris, Aubier, 1952.
- Estetica, Roma, Edizioni Studium, 1953.
- Trattato di Estetica, Vol. I: L'arte nella sua autonomia e nel suo processo, Brescia, Editrice Morcelliana, 1960 (prima edizione del 1955).
- Personalismo educativo, Roma, F.lli Bocca, 1955.